# Сабина Айрула-Тозия
Сабина Айрула-Тозия (на турски: Sabina Ajrula Toziya; на македонска литературна норма: Сабина Ајрула-Тозија) е филмова, театрална и телевизионна актриса от Социалистическа република Македония от турски произход.

## Биография
Родена е на 17 април 1946 година в Скопие. Работи в Драмата на Македонския народен театър и в Турската драма при Театъра на народностите в Скопие. Член е на Драматичния театър от 1967 година. В 1986 година получава наградата актьор на годината, както и наградата „Климент Охридски“.

## Филмография
| Година | Име                   | Име                   | Роля          |
| ------ | --------------------- | --------------------- | ------------- |
| 1969   | „Време без война“     | „Време без војна“     | Второстепенна |
| 1971   | „Жажда“               | „Жед“                 | Главна        |
| 1975   | „Яд“                  | „Јад“                 | Главна        |
| 1977   | „Изправи се, Делфина“ | „Исправи се, Делфина“ | Второстепенна |
| 1980   | „Оловна бригада“      | „Оловна бригада“      | Второстепенна |
| 1980   | „Време, води“         | „Време, води“         | Второстепенна |
| 1981   | „Цървеният кон“       | „Црвениот коњ“        | Второстепенна |
| 1982   | „Южна пътека“         | „Јужна патека“        | Второстепенна |
| 1982   | „Полунощно слънце“    | „Полноќно сонце“      | Второстепенна |
| 1985   | „Възел“               | „Јазол“               | Второстепенна |
| 1991   | „Татуиране“           | „Тетовирање“          | Второстепенна |
| 1995   | „Ангели на боклука“   | „Ангели на отпад“     | Второстепенна |
| 1999   | „Време, живот“        | „Време, живот“        | Второстепенна |
| 2005   | „Контакт“             | „Контакт“             | Второстепенна |